# Стефан (прізвище)
Сте́фан — слов'янське прізвище від співзвучного імені Стефан.

## Відомі носії
- Зизаній Стефан — український письменник-полеміст і педагог.
- Едуард Жан Марі Стефан — французький астроном.